# Vương phu nhân (Nam Dương)
Vương phu nhân (tiếng Trung: 王夫人; ? – ?), không rõ tên thật, là phi tần của Ngô Đại Đế Tôn Quyền, vị vua đầu tiên Đông Ngô thời Tam Quốc trong lịch sử Trung Quốc.

## Tiểu sử
Vương phu nhân quê ở quận Nam Dương, Kinh Châu,, được tuyển vào hoàng cung Đông Ngô, được Tôn Quyền sủng ái. Năm 235, Vương phu nhân sinh hoàng tử Tôn Hưu.
Năm 242, sau khi thái tử Tôn Đăng chết bệnh, Tôn Quyền lập Tôn Hòa làm Nam cung Thái tử. Tôn Quyền vốn sủng ái Vương phu nhân (quê Lang Gia, mẹ Tôn Hòa), dự định lập Vương phu nhân làm hoàng hậu, bèn di chuyển hết các cơ thiếp sang nơi khác. Vương phu nhân rời hậu cung, đến sống ở Công An, Kinh Châu. Về sau, Vương phu nhân chết bệnh, an táng tại chỗ.
Năm 264, con trai của Vương phu nhân là Tôn Hưu được quyền thần Tôn Lâm lập làm vua, tức Ngô Cảnh Đế. Tôn Hưu truy tôn mẹ đẻ thụy hiệu Kính Hoài hoàng hậu, cải táng ở Kính Lăng. Em trai của Vương phu nhân là Văn Ung cũng được phong tước đình hầu.

## Gia đình
Em trai:
- Văn Ung (文雍), em trai cùng mẹ khác cha, năm 264 thụ phong đình hầu.[2]

## Trong văn hóa
Vương phu nhân không xuất hiện trong tiểu thuyết Tam quốc diễn nghĩa của La Quán Trung. Ở hồi 108, Tôn Hưu được giới thiệu là con trai thứ sáu của Tôn Quyền, không nhắc đến mẹ đẻ là ai.